# Футбол на літніх Олімпійських іграх 2024
Змагання з футболу на літніх Олімпійських іграх 2024 року пройшли у Парижі та інших шести містах Франції з 24 липня по 10 серпня 2024 року.
Окрім Парижу, змагання відбувалися у Бордо, Марселі, Ліоні, Нанті, Ніцці та Сент-Етьєні.
Чоловічі збірні були представлені гравцями до 23 років (народилися після 1 січня 2001 року). В заявку збірної може бути включено три гравці які є старшими за цей вік. Для жіночих збірних ніяких обмежень нема.

## Розклад змагань
| Г | Груповий раунд | ¼ | Чвертьфінали | ½ | Півфінали | Т | Матч за 3-тє місце | Ф | Фінал |

| Раунд↓/Дата → | Ср 24 | Чт 25 | Пт 26 | Сб 27 | Нд 28 | Пн 29 | Вт 30 | Ср 31 | Чт 1 | Пт 2 | Сб 3 | Нд 4 | Пн 5 | Вт 6 | Ср 7 | Чт 8 | Пт 9 | Сб 10 |
| ------------- | ----- | ----- | ----- | ----- | ----- | ----- | ----- | ----- | ---- | ---- | ---- | ---- | ---- | ---- | ---- | ---- | ---- | ----- |
| Чоловіки      | Г     |       |       | Г     |       |       | Г     |       |      | ¼    |      |      | ½    |      |      | Т    | Ф    |       |
| Жінки         |       | Г     |       |       | Г     |       |       | Г     |      |      | ¼    |      |      | ½    |      |      | Т    | Ф     |

## Стадіони проведення
Змагання відбудуться на семи стадіонах, які були затверджені 17 грудня 2022 року.
| Марсель                                                                                          | Ліон (Десін-Шарп'є)                                                                              | Париж             |
| ------------------------------------------------------------------------------------------------ | ------------------------------------------------------------------------------------------------ | ----------------- |
| Велодром                                                                                         | Парк Олімпік Ліонне                                                                              | Парк де Пренс     |
| 67 394                                                                                           | 59 186                                                                                           | 47 929            |
|                                                                                                  |                                                                                                  |                   |
| Марсель Ліон Париж Бордо Сент-Етьєн Ніцца НантФутбол на літніх Олімпійських іграх 2024 (Франція) | Марсель Ліон Париж Бордо Сент-Етьєн Ніцца НантФутбол на літніх Олімпійських іграх 2024 (Франція) | Бордо             |
| Марсель Ліон Париж Бордо Сент-Етьєн Ніцца НантФутбол на літніх Олімпійських іграх 2024 (Франція) | Марсель Ліон Париж Бордо Сент-Етьєн Ніцца НантФутбол на літніх Олімпійських іграх 2024 (Франція) | Матмют-Атлантик   |
| Марсель Ліон Париж Бордо Сент-Етьєн Ніцца НантФутбол на літніх Олімпійських іграх 2024 (Франція) | Марсель Ліон Париж Бордо Сент-Етьєн Ніцца НантФутбол на літніх Олімпійських іграх 2024 (Франція) | 42 115            |
| Марсель Ліон Париж Бордо Сент-Етьєн Ніцца НантФутбол на літніх Олімпійських іграх 2024 (Франція) | Марсель Ліон Париж Бордо Сент-Етьєн Ніцца НантФутбол на літніх Олімпійських іграх 2024 (Франція) |                   |
| Сент-Етьєн                                                                                       | Ніцца                                                                                            | Нант              |
| Жоффруа Гішар                                                                                    | Альянц Рив'єра                                                                                   | Стад де ла Божуар |
| 41 965                                                                                           | 36 178                                                                                           | 35 322            |
|                                                                                                  |                                                                                                  |                   |

## Кваліфікація

### Підсумки кваліфікації
| Країна                         | Чоловіки | Жінки | Спортсменів |
| ------------------------------ | -------- | ----- | ----------- |
| Австралія (AUS)                |          | Так   | 18          |
| Аргентина (ARG)                | Так      |       | 18          |
| Бразилія (BRA)                 |          | Так   | 18          |
| Гвінея (GUI)                   | Так      |       | 18          |
| Домініканська Республіка (DOM) | Так      |       | 18          |
| Єгипет (EGY)                   | Так      |       | 18          |
| Замбія (ZAM)                   |          | Так   | 18          |
| Ізраїль (ISR)                  | Так      |       | 18          |
| Ірак (IRQ)                     | Так      |       | 18          |
| Іспанія (ESP)                  | Так      | Так   | 36          |
| Канада (CAN)                   |          | Так   | 18          |
| Колумбія (COL)                 |          | Так   | 18          |
| Малі (MLI)                     | Так      |       | 18          |
| Марокко (MAR)                  | Так      |       | 18          |
| Нігерія (NGR)                  |          | Так   | 18          |
| Німеччина (GER)                |          | Так   | 18          |
| Нова Зеландія (NZL)            | Так      | Так   | 36          |
| Парагвай (PAR)                 | Так      |       | 18          |
| США (USA)                      | Так      | Так   | 36          |
| Узбекистан (UZB)               | Так      |       | 18          |
| Україна (UKR)                  | Так      |       | 18          |
| Франція (FRA)                  | Так      | Так   | 36          |
| Японія (JPN)                   | Так      | Так   | 36          |
| Загалом: 23 НОКів              | 16/16    | 12/12 | 504/504     |

### Чоловіки
24 лютого 2022 року, Рада ФІФА затвердила квоти на олімпійський турнір. Країна-господарка, Франція, автоматично отримала путівку на турнір. Наступні 15 місць розподілені таким чином: АФК та КАФ по 3,5 квоти, УЄФА 3 квоти, КОНКАКАФ та КОНМЕБОЛ по 2 квоти, ОФК 1 квоту.
| Кваліфікаційні змагання                  | Дати проведення            | Країна проведення | Квоти | Кваліфікувались              |
| ---------------------------------------- | -------------------------- | ----------------- | ----- | ---------------------------- |
| Країна-господарка                        | Н/Д                        | Н/Д               | 1     | Франція                      |
| Молодіжний чемпіонат КОНКАКАФ 2022       | 18 червня – 3 липня 2022   | Гондурас          | 2     | США Домініканська Республіка |
| Молодіжний чемпіонат Європи 2023         | 21 червня – 8 липня 2023   | Грузія Румунія    | 3     | Ізраїль Іспанія Україна      |
| Молодіжний кубок африканських націй 2023 | 24 червня – 8 липня 2023   | Марокко           | 3     | Марокко Єгипет Малі          |
| Океанський кваліфікаційний турнір 2023   | 27 серпня – 9 вересня 2023 | Нова Зеландія     | 1     | Нова Зеландія                |
| Передолімпійський турнір КОНМЕБОЛ 2024   | 20 січня – 11 лютого 2024  | Венесуела         | 2     | Парагвай Аргентина           |
| Молодіжний чемпіонат Азії 2024           | 15 квітня – 3 травня 2024  | Катар             | 3     | Японія Узбекистан Ірак       |
| Плей-оф АФК–КАФ                          | 9 травня 2024              | Франція           | 1     | Гвінея                       |
| Загалом                                  |                            |                   | 16    |                              |

### Жінки
24 лютого 2022 року, Рада ФІФА затвердила квоти на олімпійський турнір. Країна-господарка, Франція, автоматично отримала путівку на турнір. Усі інші конфедерації, окрім ОФК яка отримала 1 квоту, отримали по 2 квоти.
| Кваліфікаційні змагання                  | Дати проведення    | Країна проведення | Квоти | Кваліфікувались   |
| ---------------------------------------- | ------------------ | ----------------- | ----- | ----------------- |
| Країна-господарка                        | Н/Д                | Н/Д               | 1     | Франція           |
| Золотий кубок КОНКАКАФ 2022              | 4–18 липня 2022    | Мексика           | 1     | США               |
| Кубок Америки 2022                       | 8–30 липня 2022    | Колумбія          | 2     | Бразилія Колумбія |
| Плей-оф КОНКАКАФ                         | 18–26 вересня 2023 | Ямайка Канада     | 1     | Канада            |
| Океанський кваліфікаційний турнір 2024   | 7–19 лютого 2024   | Самоа             | 1     | Нова Зеландія     |
| Ліга націй УЄФА                          | 23–28 лютого 2024  | Різні країни      | 2     | Іспанія Німеччина |
| Азійський кваліфікаційний турнір 2024    | 24–28 лютого 2024  | Різні країни      | 2     | Австралія Японія  |
| Африканський кваліфікаційний турнір 2024 | 1–9 квітня 2024    | Різні країни      | 2     | Нігерія Замбія    |
| Загалом                                  |                    |                   | 12    |                   |

## Медальний залік

### Таблиця медалей
*   Країна-господарка (Франція)
| Місце               | NOC                 | Золото | Срібло | Бронза | Загалом |
| ------------------- | ------------------- | ------ | ------ | ------ | ------- |
| 1                   | Іспанія             | 1      | 0      | 0      | 1       |
| 1                   | США                 | 1      | 0      | 0      | 1       |
| 3                   | Бразилія            | 0      | 1      | 0      | 1       |
| 3                   | Франція*            | 0      | 1      | 0      | 1       |
| 5                   | Марокко             | 0      | 0      | 1      | 1       |
| 5                   | Німеччина           | 0      | 0      | 1      | 1       |
| Загалом (6 збірних) | Загалом (6 збірних) | 2      | 2      | 2      | 6       |

### Медалісти
| Дисципліна | Золото | Срібло | Бронза |
| ---------- | --- | --- | --- |
| Чоловіки   | Іспанія (ESP) Алекс Баена Пабло Барріос Адріан Бернабе Серхіо Камельйо Пау Кубарсі Ерік Гарсія Хоан Гарсія Серхіо Гомес Мігель Гутьєррес Алехандро Ітурбе Дієго Лопес Фермін Лопес Хуан Міранда Крістіан Москера Саму Омородіон Аймар Орос Хон Пачеко Марк Пубіль Абель Руїс Хуанлу Санчес Арнау Тенас Беньят Турр'єнтес | Франція (FRA) Магнес Акліуш Лоїк Баде Раян Шеркі Жоріс Шотар Анді Діуф Дезіре Дуе Арно Калімуендо Муїнга Куадіо Коне Александр Ляказетт Йоган Лепенан Бредлі Локо Кастелло Лукеба Сунгуту Магасса Жан-Філіп Матета Кріслен Матсіма Енцо Мійо Обе Нкамбадьо Майкл Олізе Гійом Рест Кіліанн Сідійя Адріан Труффер | Марокко (MAR) Ільяс Ахомаш Ельєсс Бен-Сегір Бенжамен Бушуарі Мехді Букамір Уссама Ель-Аззузі Біляль Ель-Ханнус Закарія Ель-Уахді Абде Еззалзулі Рашид Ганімі Ашраф Хакімі Яссін Кешта Хайтам Манау Ель Мехді Маухуб Мунір Мухаммаді Акрам Накаш Суф'ян Рахімі Амір Річардсон Аділь Тахіф Уссама Таргаллін |
| Жінки      | США (USA) Корбін Елберт Крої Бетюн Сем Коффі Тьєрна Девідсон Крістал Данн Емілі Фокс Наомі Ґірма Ліндсі Горан Кейсі Крюґер Роуз Лавелл Кейсі Мерфі Алісса Негер Дженна Найсвонґер Трініті Родман Емілі Самс Джейдин Шоу Софія Сміт Емілі Соннетт Меллорі Свансон Лінн Вільямс                                            | Бразилія (BRA) Ана Віторія Антонія Анжеліна Дуда Сампаю Габі Портілью Женіффер Керолін Лорен Лорена Лусіана Лудміла Марта Прісіла Рафаелле Соуза Таїна Тамірес Кассіа Діас Тарсіане Таїс Віторія Яя Ясмім | Німеччина (GER) Ніколь Аньйомі Анн-Катрін Берґер Юле Бранд Клара Бюль Сара Дорсун Вів'єн Ендеманн Лаура Фрайґанґ Мерле Фромс Джулія Ґвінн Маріна Геґерінґ Катрін Гендріх Сараї Ліндер Сідні Ломанн Яніна Мінґе Сьйоке Нюскен Александра Попп Фелісітас Раух Леа Шюллер Бібіане Шульце Еліза Зенс          |

## Чоловічий турнір

### Груповий етап

#### Група A
| Поз | Команда       | І | В | Н | П | ГЗ | ГП | РГ | О | Кваліфікація                    |
| --- | ------------- | - | - | - | - | -- | -- | -- | - | ------------------------------- |
| 1   | Франція (H)   | 3 | 3 | 0 | 0 | 7  | 0  | +7 | 9 | Виходить до матчів на вибування |
| 2   | США           | 3 | 2 | 0 | 1 | 7  | 4  | +3 | 6 | Виходить до матчів на вибування |
| 3   | Нова Зеландія | 3 | 1 | 0 | 2 | 3  | 8  | −5 | 3 |                                 |
| 4   | Гвінея        | 3 | 0 | 0 | 3 | 1  | 6  | −5 | 0 |                                 |

#### Група B
| Поз | Команда   | І | В | Н | П | ГЗ | ГП | РГ | О | Кваліфікація                    |
| --- | --------- | - | - | - | - | -- | -- | -- | - | ------------------------------- |
| 1   | Марокко   | 3 | 2 | 0 | 1 | 6  | 3  | +3 | 6 | Виходить до матчів на вибування |
| 2   | Аргентина | 3 | 2 | 0 | 1 | 6  | 3  | +3 | 6 | Виходить до матчів на вибування |
| 3   | Україна   | 3 | 1 | 0 | 2 | 3  | 5  | −2 | 3 |                                 |
| 4   | Ірак      | 3 | 1 | 0 | 2 | 3  | 7  | −4 | 3 |                                 |

1. 1 2  Head-to-head result: Argentina 1–2 Morocco.

#### Група C
| Поз | Команда                  | І | В | Н | П | ГЗ | ГП | РГ | О | Кваліфікація                    |
| --- | ------------------------ | - | - | - | - | -- | -- | -- | - | ------------------------------- |
| 1   | Єгипет                   | 3 | 2 | 1 | 0 | 3  | 1  | +2 | 7 | Виходить до матчів на вибування |
| 2   | Іспанія                  | 3 | 2 | 0 | 1 | 6  | 4  | +2 | 6 | Виходить до матчів на вибування |
| 3   | Домініканська Республіка | 3 | 0 | 2 | 1 | 2  | 4  | −2 | 2 |                                 |
| 4   | Узбекистан               | 3 | 0 | 1 | 2 | 2  | 4  | −2 | 1 |                                 |

#### Група D
| Поз | Команда  | І | В | Н | П | ГЗ | ГП | РГ | О | Кваліфікація                    |
| --- | -------- | - | - | - | - | -- | -- | -- | - | ------------------------------- |
| 1   | Японія   | 3 | 3 | 0 | 0 | 7  | 0  | +7 | 9 | Виходить до матчів на вибування |
| 2   | Парагвай | 3 | 2 | 0 | 1 | 5  | 7  | −2 | 6 | Виходить до матчів на вибування |
| 3   | Малі     | 3 | 0 | 1 | 2 | 1  | 3  | −2 | 1 |                                 |
| 4   | Ізраїль  | 3 | 0 | 1 | 2 | 3  | 6  | −3 | 1 |                                 |

### Матчі на вибування
|  | Чвертьфінали            | Чвертьфінали       |                         |       | Півфінали               | Півфінали               |  |  | Матч за золоті медалі | Матч за золоті медалі |
|  |                         |                    |                         |       |                         |                         |  |  |                       |                       |
|  | 2 серпня – Бордо        |                    |                         |       |                         |                         |  |  |                       |                       |
|  |                         |                    |                         |       |                         |                         |  |  |                       |                       |
|  | Франція                 | 1                  |                         |       |                         |                         |  |  |                       |                       |
|  | Франція                 | 1                  | 5 серпня – Десін-Шарп'є |       |                         |                         |  |  |                       |                       |
|  | Аргентина               | 0                  |                         |       |                         |                         |  |  |                       |                       |
|  | Аргентина               | 0                  | Франція дч              | 3     |                         |                         |  |  |                       |                       |
|  | 2 серпня – Марсель      |                    | Франція дч              | 3     |                         |                         |  |  |                       |                       |
|  |                         | Єгипет             | 1                       |       |                         |                         |  |  |                       |                       |
|  | Єгипет пен.             | Єгипет             | 1                       | 1 (5) |                         |                         |  |  |                       |                       |
|  | Єгипет пен.             |                    | 9 серпня – Париж        | 1 (5) |                         |                         |  |  |                       |                       |
|  | Парагвай                | 1 (4)              |                         |       |                         |                         |  |  |                       |                       |
|  | Парагвай                | 1 (4)              | Франція                 | 3     |                         |                         |  |  |                       |                       |
|  | 2 серпня – Париж        |                    | Франція                 | 3     |                         |                         |  |  |                       |                       |
|  |                         | Іспанія            | 5                       |       |                         |                         |  |  |                       |                       |
|  | Марокко                 | Іспанія            | 5                       | 4     |                         |                         |  |  |                       |                       |
|  | Марокко                 | 5 серпня – Марсель |                         | 4     |                         |                         |  |  |                       |                       |
|  | США                     | 0                  |                         |       |                         |                         |  |  |                       |                       |
|  | США                     | 0                  | Марокко                 | 1     |                         |                         |  |  |                       |                       |
|  | 2 серпня – Десін-Шарп'є |                    | Марокко                 | 1     |                         |                         |  |  |                       |                       |
|  |                         | Іспанія            | 2                       |       | Матч за бронзову медаль | Матч за бронзову медаль |  |  |                       |                       |
|  | Японія                  | Іспанія            | 2                       | 0     | Матч за бронзову медаль | Матч за бронзову медаль |  |  |                       |                       |
|  | Японія                  |                    | 8 серпня – Нант         | 0     |                         |                         |  |  |                       |                       |
|  | Іспанія                 | 3                  |                         |       |                         |                         |  |  |                       |                       |
|  | Іспанія                 | 3                  | Єгипет                  | 0     |                         |                         |  |  |                       |                       |
|  |                         |                    |                         |       |                         |                         |  |  |                       |                       |
|  | Марокко                 | 6                  |                         |       |                         |                         |  |  |                       |                       |
|  | Марокко                 | 6                  |                         |       |                         |                         |  |  |                       |                       |

## Жіночий турнір

### Груповий етап

#### Група A
| Поз | Команда       | І | В | Н | П | ГЗ | ГП | РГ | О | Кваліфікація                    |
| --- | ------------- | - | - | - | - | -- | -- | -- | - | ------------------------------- |
| 1   | Франція (H)   | 3 | 2 | 0 | 1 | 6  | 5  | +1 | 6 | Виходить до матчів на вибування |
| 2   | Канада        | 3 | 3 | 0 | 0 | 5  | 2  | +3 | 3 | Виходить до матчів на вибування |
| 3   | Колумбія      | 3 | 1 | 0 | 2 | 4  | 4  | 0  | 3 | Виходить до матчів на вибування |
| 4   | Нова Зеландія | 3 | 0 | 0 | 3 | 2  | 6  | −4 | 0 |                                 |

1. ↑  27 липня ФІФА позбавило Канаду шістьох очок через залученість їхнього тренерського штабу до незаконного стеження дроном за офіційним тренувальним майданчиком[8]. 31 липня Спортивний арбітражний суд переглянув цю постанову[9].

#### Група B
| Поз | Команда   | І | В | Н | П | ГЗ | ГП | РГ | О | Кваліфікація                    |
| --- | --------- | - | - | - | - | -- | -- | -- | - | ------------------------------- |
| 1   | США       | 3 | 3 | 0 | 0 | 9  | 2  | +7 | 9 | Виходять до матчів на вибування |
| 2   | Німеччина | 3 | 2 | 0 | 1 | 8  | 5  | +3 | 6 | Виходять до матчів на вибування |
| 3   | Австралія | 3 | 1 | 0 | 2 | 7  | 10 | −3 | 3 |                                 |
| 4   | Замбія    | 3 | 0 | 0 | 3 | 6  | 13 | −7 | 0 |                                 |

#### Група C
| Поз | Команда  | І | В | Н | П | ГЗ | ГП | РГ | О | Кваліфікація                    |
| --- | -------- | - | - | - | - | -- | -- | -- | - | ------------------------------- |
| 1   | Іспанія  | 3 | 3 | 0 | 0 | 5  | 1  | +4 | 9 | Виходять до матчів на вибування |
| 2   | Японія   | 3 | 2 | 0 | 1 | 6  | 4  | +2 | 6 | Виходять до матчів на вибування |
| 3   | Бразилія | 3 | 1 | 0 | 2 | 2  | 4  | −2 | 3 | Виходять до матчів на вибування |
| 4   | Нігерія  | 3 | 0 | 0 | 3 | 1  | 5  | −4 | 0 |                                 |

#### Рейтинг третіх команд
| Поз | Груп | Команда   | І | В | Н | П | ГЗ | ГП | РГ | О | Кваліфікація                    |
| --- | ---- | --------- | - | - | - | - | -- | -- | -- | - | ------------------------------- |
| 1   | A    | Колумбія  | 3 | 1 | 0 | 2 | 4  | 4  | 0  | 3 | Виходить до матчів на вибування |
| 2   | C    | Бразилія  | 3 | 1 | 0 | 2 | 2  | 4  | −2 | 3 | Виходить до матчів на вибування |
| 3   | B    | Австралія | 3 | 1 | 0 | 2 | 7  | 10 | −3 | 3 |                                 |

### Матчі на вибування
|  | Чвертьфінали            | Чвертьфінали            |                         |       | Півфінали               | Півфінали               |  |  | Матч за золоті медалі | Матч за золоті медалі |
|  |                         |                         |                         |       |                         |                         |  |  |                       |                       |
|  | 3 серпня – Нант         |                         |                         |       |                         |                         |  |  |                       |                       |
|  |                         |                         |                         |       |                         |                         |  |  |                       |                       |
|  | Франція                 | 0                       |                         |       |                         |                         |  |  |                       |                       |
|  | Франція                 | 0                       | 6 серпня – Марсель      |       |                         |                         |  |  |                       |                       |
|  | Бразилія                | 1                       |                         |       |                         |                         |  |  |                       |                       |
|  | Бразилія                | 1                       | Бразилія                | 4     |                         |                         |  |  |                       |                       |
|  | 3 серпня – Десін-Шарп'є |                         | Бразилія                | 4     |                         |                         |  |  |                       |                       |
|  |                         | Іспанія                 | 2                       |       |                         |                         |  |  |                       |                       |
|  | Іспанія пен.            | Іспанія                 | 2                       | 2 (4) |                         |                         |  |  |                       |                       |
|  | Іспанія пен.            |                         | 10 серпня – Париж       | 2 (4) |                         |                         |  |  |                       |                       |
|  | Колумбія                | 2 (2)                   |                         |       |                         |                         |  |  |                       |                       |
|  | Колумбія                | 2 (2)                   | Бразилія                | 0     |                         |                         |  |  |                       |                       |
|  | 3 серпня – Париж        |                         | Бразилія                | 0     |                         |                         |  |  |                       |                       |
|  |                         | США                     | 1                       |       |                         |                         |  |  |                       |                       |
|  | США дч                  | США                     | 1                       | 1     |                         |                         |  |  |                       |                       |
|  | США дч                  | 6 серпня – Десін-Шарп'є |                         | 1     |                         |                         |  |  |                       |                       |
|  | Японія                  | 0                       |                         |       |                         |                         |  |  |                       |                       |
|  | Японія                  | 0                       | США дч                  | 1     |                         |                         |  |  |                       |                       |
|  | 3 серпня – Марсель      |                         | США дч                  | 1     |                         |                         |  |  |                       |                       |
|  |                         | Німеччина               | 0                       |       | Матч за бронзову медаль | Матч за бронзову медаль |  |  |                       |                       |
|  | Канада                  | Німеччина               | 0                       | 0 (2) | Матч за бронзову медаль | Матч за бронзову медаль |  |  |                       |                       |
|  | Канада                  |                         | 9 серпня – Десін-Шарп'є | 0 (2) |                         |                         |  |  |                       |                       |
|  | Німеччина пен.          | 0 (4)                   |                         |       |                         |                         |  |  |                       |                       |
|  | Німеччина пен.          | 0 (4)                   | Іспанія                 | 0     |                         |                         |  |  |                       |                       |
|  |                         |                         |                         |       |                         |                         |  |  |                       |                       |
|  | Німеччина               | 1                       |                         |       |                         |                         |  |  |                       |                       |
|  | Німеччина               | 1                       |                         |       |                         |                         |  |  |                       |                       |